# Oppidum des Châteliers
Vous lisez un « article de qualité » labellisé en 2019.
Pour un article plus général, voir Oppidum.
L'oppidum des Châteliers (ou des Châtelliers) est un site archéologique français de la commune d'Amboise, dans le département d'Indre-et-Loire, en région Centre-Val de Loire. Dominant la ville moderne d'Amboise, il est implanté de manière stratégique sur un éperon calcaire dominant de près de 50 mètres le confluent de la Loire et de l'un de ses affluents, l'Amasse. À son extrémité se trouve le château médiéval d'Amboise.
Après des premiers indices de présence humaine au Paléolithique, le plateau des Châteliers est occupé de manière presque continue du Néolithique au IVe siècle. D'une superficie maximale de plus de 50 ha, cet oppidum est peut-être, sous le nom d'Ambacia, la principale ville et « capitale » du peuple gaulois des Turones à la fin de l'âge du fer. Il est en tout cas, et de loin, le plus vaste des oppida recensés en Indre-et-Loire et parmi les vingt plus grands de France. Il comprend alors un centre religieux et communautaire, des ateliers artisanaux et des secteurs d'habitat, l'ensemble étant organisé selon un plan d'urbanisation que les archéologues commencent à appréhender.
La butte de César, probable tumulus funéraire de l'âge du bronze ou du premier âge du fer mais encore très mal connu, occupe précisément le centre de ce site, limité à l'est par un rempart de terre massif long de près de 800 m constituant un site défensif du type éperon barré. À la fin de l'époque d'Auguste, il semble délaissé mais pas totalement déserté, peut-être au profit de Caesarodunum (Tours), la nouvelle capitale de la civitas. À la fin du Ier siècle il reprend de l'importance avec une fonction différente puisqu'il devient un pôle privilégié de productions artisanales, avant d'être abandonné progressivement entre le début du IIIe siècle et la fin de l'Empire.
Des campagnes de sondages, de diagnostics et de fouilles archéologiques s'y succèdent depuis plusieurs décennies[Depuis quand ?], d'abord dans l'urgence d'une urbanisation rapide puis de manière plus planifiée dans le cadre réglementé de l'archéologie préventive. Elles permettent de progresser dans la compréhension de la longue histoire du site qui est inscrit au titre des monuments historiques en 1985.

## Contexte géographique et aperçu géologique

Carte géologique simplifiée de l'oppidum.
C3 : calcaire (Crétacé)
Rs : argiles à silex (Sénonien)
LP : limon des plateaux (Quaternaire)
Fz : alluvions fluviatiles (Quaternaire)

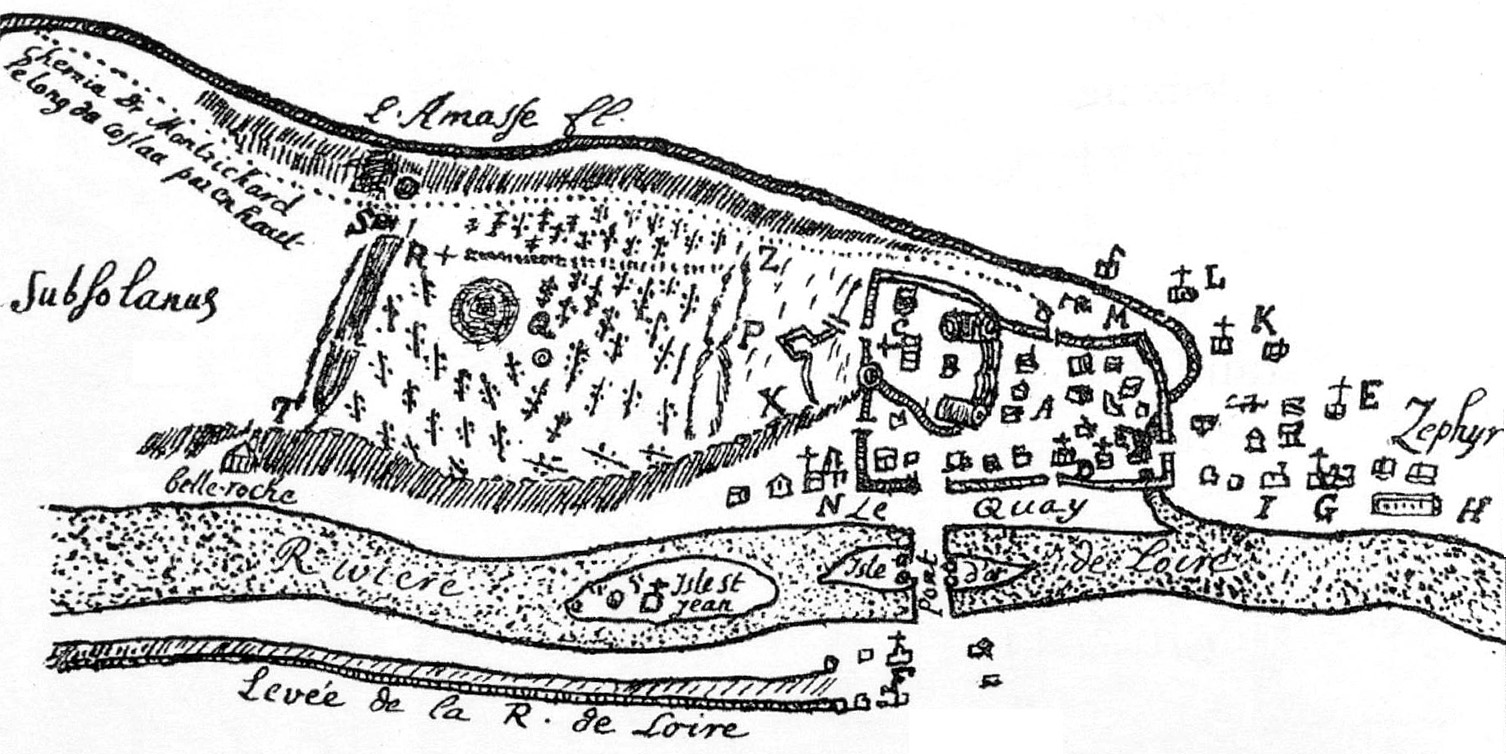
Le plateau des Châteliers (1635). Le nord est en bas.

Le site des Châteliers occupe un éperon à la confluence de la Loire et de l'Amasse (ou la Masse), un petit affluent de rive gauche, non loin de la limite orientale du territoire du peuple gaulois des Turones. Le toponyme ancien Ambacia cité par Sulpice-Sévère sous la forme Ambaciensis vicus dérive probablement du nom gaulois ambe qui signale la proximité d'un ou plusieurs cours d'eau. À son plus grand développement, il couvre une superficie d'une cinquantaine d'hectares à l'est de la ville médiévale et moderne, à une altitude variant de 95 m vers l'ouest à plus de 105 m vers l'est, culminant au centre à 112 m (sommet de la butte de César). Il domine ainsi la vallée d'une cinquantaine de mètres. Le plateau, côté Loire, s'étend en amont sur plus de 20 km. Au XXIe siècle, le château d'Amboise occupe la pointe du promontoire alors que le rempart protohistorique qui limite l'oppidum à l'est est toujours nettement visible.
La strate géologique affleurante dominante au niveau du plateau des Châteliers est constituée de limons éoliens déposés au Quaternaire (LP). Présente sur une grande part centrale du site, elle recouvre des argiles à silex du Sénonien (Rs) qui affleurent sur les franges du plateau. Les pentes abruptes des vallées de la Loire et de l'Amasse, érodées par ces cours d'eau, laissent apparaître le substrat calcaire du Turonien (C3), tuffeau jaune de Touraine notamment, qui constitue le socle sédimentaire d'une grande partie de la Touraine tandis que les vallées sont recouvertes d'alluvions récentes (Fz),.

## Repères chronologiques

### Préhistoire

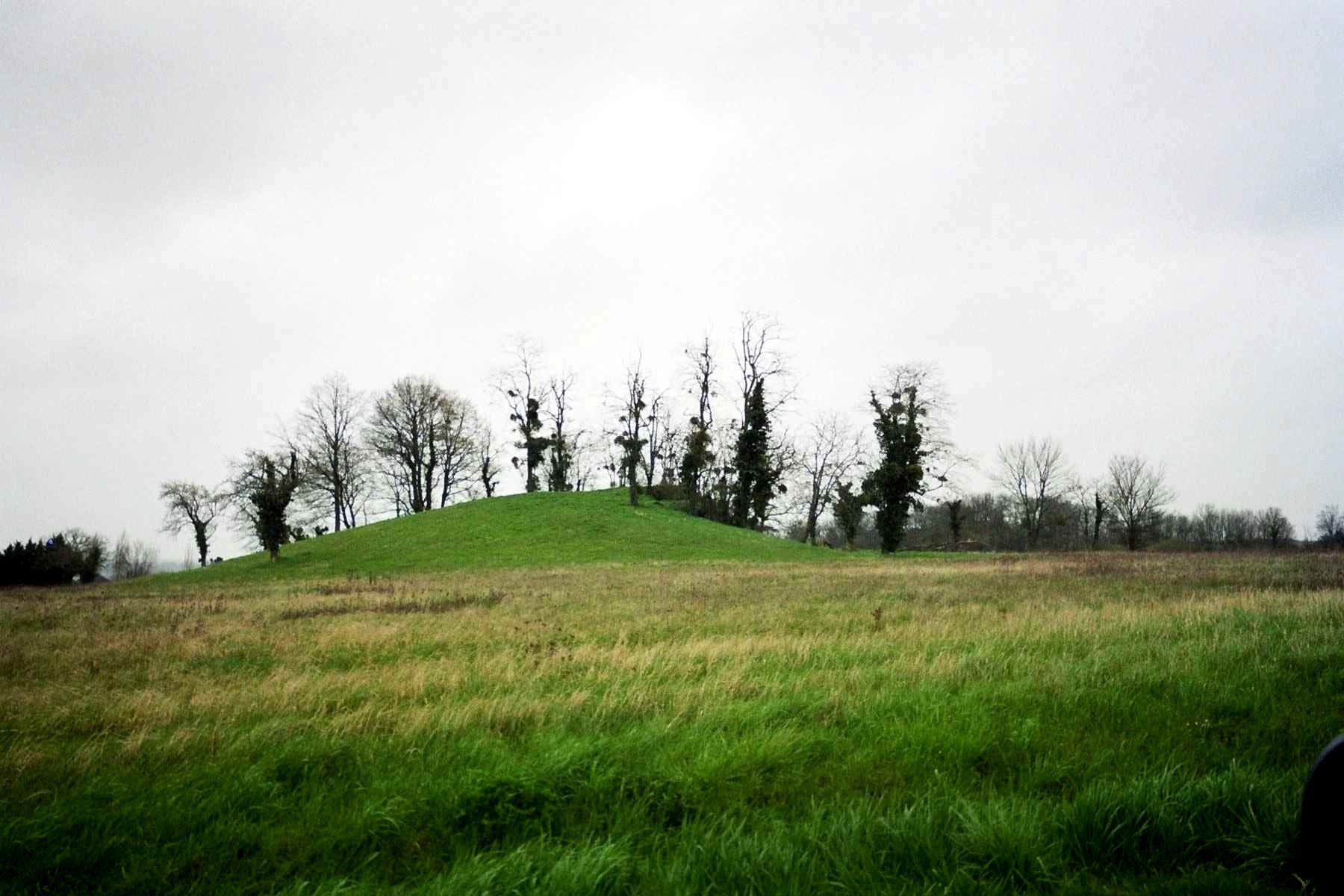
La butte de César.

Le site, occupé dès le Paléolithique et de manière permanente au Néolithique au niveau de sa pointe, là où se situe le château d'Amboise, fait l'objet d'un premier barrage de l'éperon qui enserre environ 8 ha. À l'extrémité sud de ce rempart est découvert un dépôt rituel d'armes, de parures et de pièces de char de parade. Le rempart, long de 230 m et précédé d'un fossé vers l'est, est probablement édifié à l'âge du bronze voire dès le Néolithique. Un tertre appelé « la butte de César » (appellation apparue au XIXe siècle) occupe très précisément le centre du plateau, bien à l'est de cette première enceinte. Il s'agit peut-être d'un tumulus funéraire du Ve siècle av. J.-C..

### Âge du fer

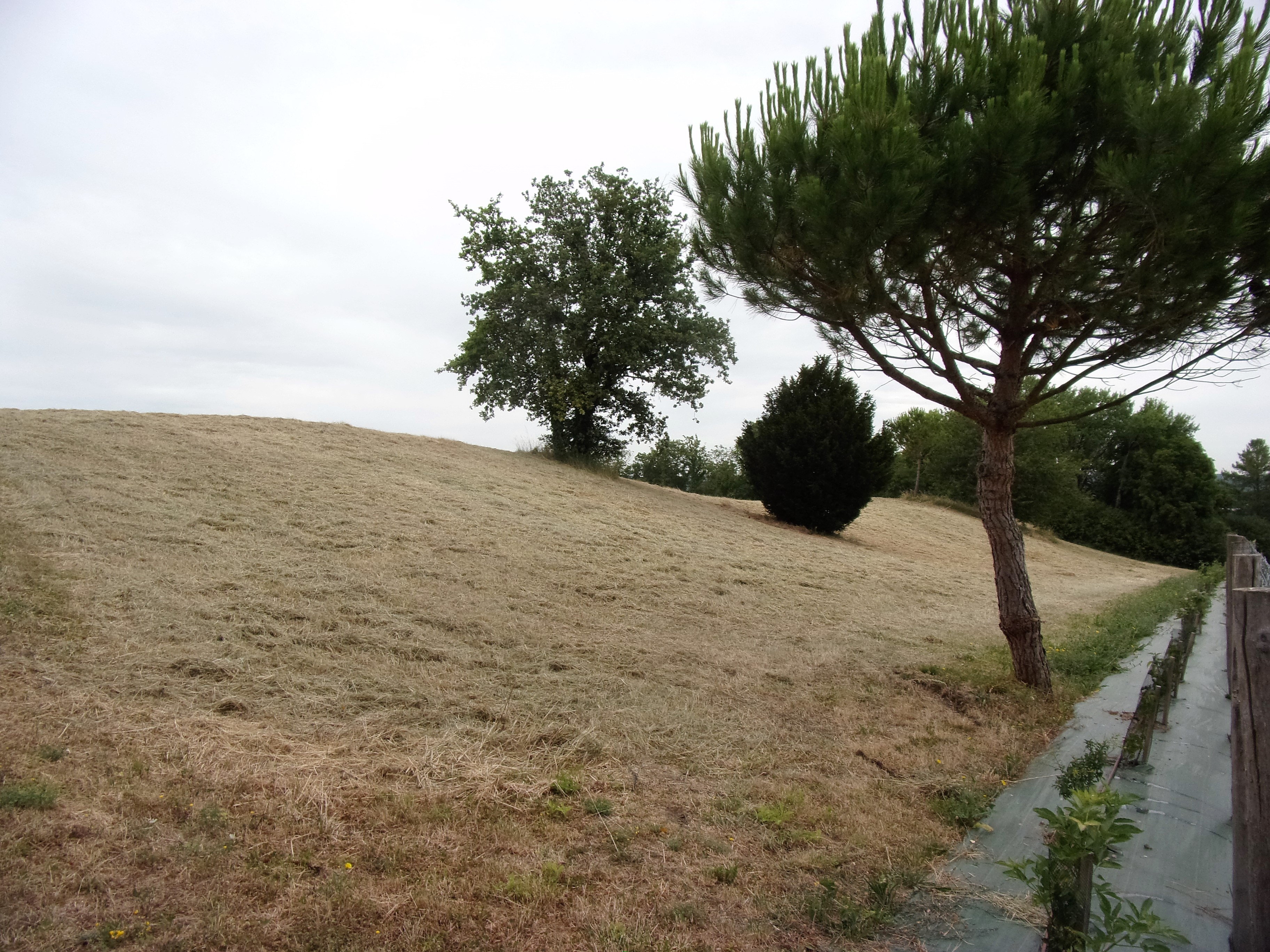
Le rempart occidental vu de l'est.

À la fin de l'âge du fer, l'oppidum s'étend largement vers l'est. Un nouveau rempart est construit et réaménagé jusque vers 70 av. J.-C. ; la superficie (plus de 50 ha) et l'importance des vestiges retrouvés suggèrent que, sous La Tène D1b, cet oppidum a pu être la « capitale » du peuple des Turones sous le nom d'Ambacia ; sa position fortement excentrée par rapport au territoire turon ne semble pas un obstacle à la reconnaissance de ce statut. La fonction cultuelle du site est affirmée par la construction d'au moins trois temples de type fanum de l'âge du fer à l'Antiquité.

### Antiquité
La tradition amboisienne indique que Jules César vient camper sur le plateau des Châteliers après le siège d'Avaricum (Bourges) en 52 av. J.-C. mais aucun fait archéologique ne permet de confirmer cette assertion. Dans l'Antiquité, le site semble se réorienter vers une vocation plus artisanale comme en témoignent des ateliers (poterie, tissage, métallurgie, tabletterie) dont l'importance est attestée ; peut-être faut-il y voir une conséquence de la fondation de Caesarodunum (Tours) qui devient la capitale administrative de la civitas des Turones à la place d'Ambacia qui se spécialise davantage dans une fonction économique et artisanale. L'emprise du site antique semble un peu inférieure à celle de la ville gauloise, en retrait du rempart oriental vers la pointe de l'oppidum ; en outre, le site se déplace peut-être, plus ou moins partiellement, au pied du plateau, où se construit plus tard la ville médiévale.
À la fin du IIe siècle, les preuves d'occupation sont plus fragiles et, deux siècles plus tard, entre 372 et 397, saint Martin semble venir sur le site pour y détruire un temple païen — l'événement est rapporté par Sulpice-Sévère dans la biographie qu'il consacre à saint Martin —, preuve qu'une activité religieuse s'y déroule encore. Sous le Bas-Empire romain, un castellum occupe peut-être le pointe de l'éperon,, donnant son nom au site des « Châteliers ». Un donjon prend sa place vers l'an mil ; le château médiéval lui succède tandis que le reste du plateau, en friche au moins dès le XIIe siècle, est très progressivement livré aux activités agricoles. Le rempart oriental lui-même semble partiellement arasé pour être mis en culture, de même que son fossé, ; la présence de vignes est attestée au XVIe siècle. Cette restitution du site aux activités agricoles a limité l'épaisseur des dépôts liés à l'activité humaine. De ce fait, les vestiges archéologiques restent, pour la plupart, facilement accessibles aux fouilles. En outre, la stratigraphie archéologique est protégée par un apport de terre, peut-être à l'époque médiévale, sur l'ensemble du site et sur une épaisseur de 30 à 80 cm, probablement pour aider à sa mise en culture ou pour compenser partiellement les irrégularités de relief sur les bords du plateau.
Quelques dates de l'histoire de l'oppidum, des premiers indices d'occupation permanente aux dernières mentions écrites.
Grande période ■ préhistorique, ■ protohistorique ou ■ antique
■ Épisode de construction ou de développement - ■ Épisode d'abandon (total ou partiel) ou de destruction

## De la Préhistoire à l'âge du bronze

### Sédentarisation des populations au Néolithique

L'oppidum à l'âge du bronze.

Le site de l'oppidum est fréquenté au Paléolithique (biface acheuléen ou moustérien) et au Mésolithique (outils en pierre de facture locale) mais les peuplements n'y sont pas sédentarisés. C'est au Néolithique, dans la partie occidentale de l'oppidum, qu'une population s'installe de manière durable aux Châteliers. C'est peut-être dès cette époque, ou un peu plus tard, à l'âge du bronze, que le premier rempart est édifié ; il est constitué de terre et bordé extérieurement d'un fossé progressivement comblé entre la seconde moitié du Ier siècle av. J.-C. et le IIe siècle. Ce rempart n'a fait l'objet d'aucune fouille permettant de le caractériser ou de le dater. Il délimite un camp d'une superficie de 8 ha, à l'intérieur duquel est concentrée la presque totalité des trouvailles d'artéfacts antérieurs à l'âge du fer. Seuls quelques fragments de haches polies sont retrouvés en dehors du camp, au sud-est de la butte de César.
Parmi toutes ces trouvailles, un site chasséen, à l'extrémité sud du rempart occidental, a livré entre 1954 et 1957 de nombreux fragments de poterie décorée, des outils et des armes (pointes de flèches ou d'armes de jet) en pierre. Certains outils et des structures d'habitat, toutefois, présentent des caractéristiques « modernes » et suggèrent que les cultures du Néolithique final ont pu s'installer plus tôt que ce qui était généralement admis.

### L'âge du bronze bien représenté

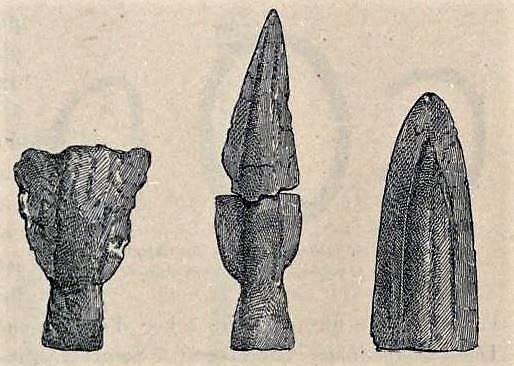
Armes en bronze retrouvées en 1861.

Un dépôt de l'âge du bronze très riche, renfermant plusieurs centaines d'objets (armes, bijoux, outils, pièces de char de parade) enterrés à même le sol, est découvert dès 1861 près de l'extrémité nord du rempart. Sa fonction rituelle est très probable. Des sondages réalisés dans le jardin du château en 1995 livrent des fragments de céramique de la même période. Les Châteliers ont certainement une grande importance à cette époque en tant que « lieu possible de centralisation et de redistribution des biens de prestige ».
La nature artificielle — la terre qui la compose est différente de celle naturellement présente alentour et provient manifestement des vallées de la Loire ou de l'Amasse, —, les dimensions (6 m de haut pour 65  à   70 m de diamètre) et la morphologie de la butte de César suggèrent, par comparaison avec d'autres structures analogues, qu'il pourrait s'agir du tumulus funéraire d'un personnage de haut rang, datable de l'âge du bronze ou du Hallstatt, soit entre 2000 et 500 av. J.-C.. Les autres hypothèses envisagées au XIXe siècle et qui évoquent une butte construite afin de servir de motte féodale, proposition encore soutenue à la fin des années 1970, de garenne ou de support de télégraphe Chappe, même si cette dernière réutilisation est envisagée à la fin du XIXe siècle, ne sont pas recevables. Au XVIIIe siècle, la butte est aménagée pour servir de cavalier et de poste de surveillance, rôle qu'elle reprend pendant la Seconde Guerre mondiale. À une époque récente[Quand ?], la butte est partiellement éventrée dans sa partie sud-est pour permettre l'agrandissement d'une parcelle de vigne.

## L'âge du fer et l'époque augustéenne: «l'âge d'or» d'Ambacia

La ville gauloise de l'âge du fer.

À partir de La Tène D1b (c. 100 av. J.-C.), le site s'agrandit de manière considérable en direction de l'est pour couvrir une cinquantaine d'hectares, ce qui en fait le plus vaste des oppida recensés en Indre-et-Loire, les autres ne dépassant pas 10 ha de superficie. En outre, toute la surface de l'oppidum semble être habitée, ce qui est rarement le cas pour des structures de cette taille. Le site, organisé en véritable ville, acquiert une grande importance commerciale, religieuse, mais aussi probablement politique. L'oppidum des Châteliers s'inscrit également parmi les vingt plus étendus de France.

### Un rempart de terre massif

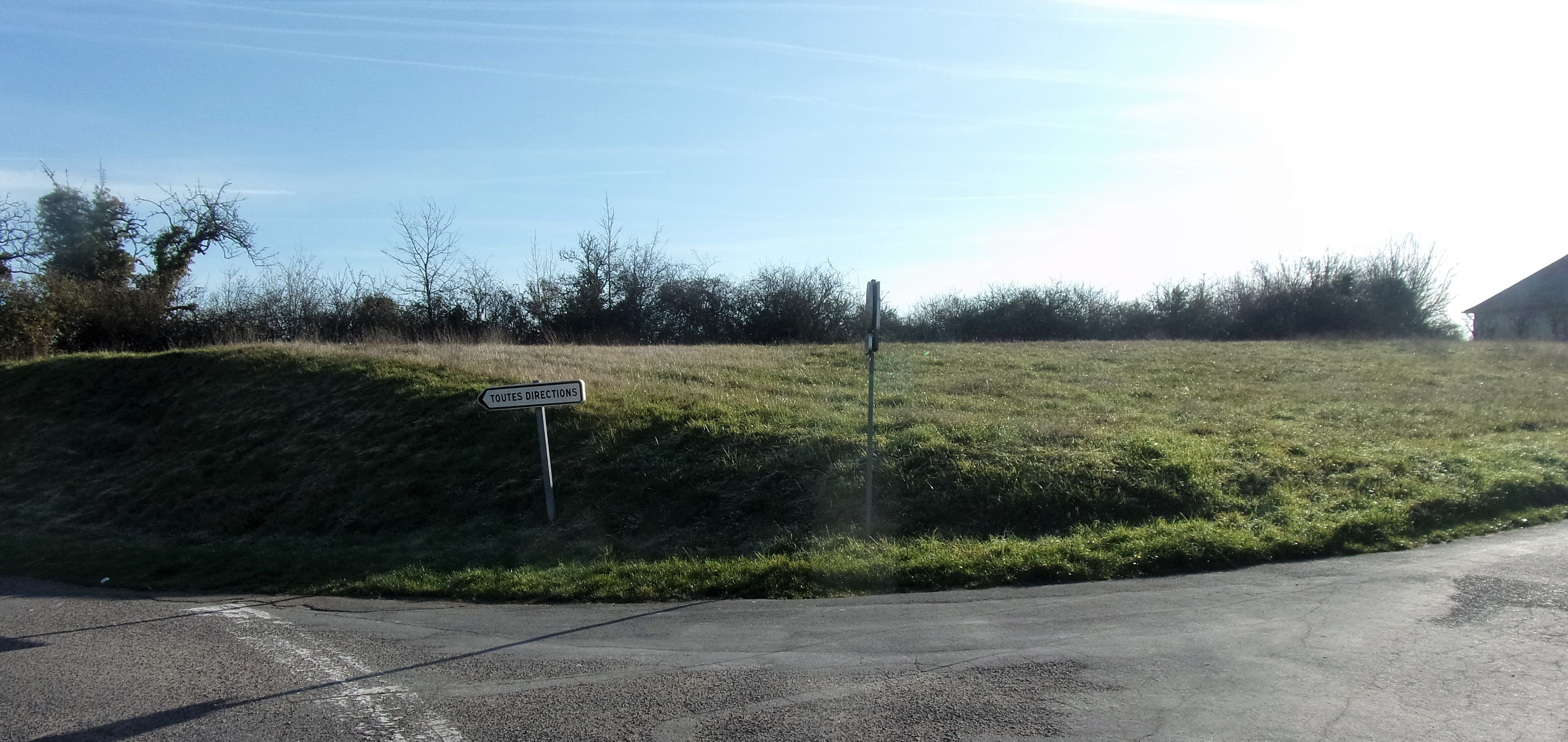
Rempart de l'oppidum vu de l'ouest (intérieur de l'oppidum).

À 900 m de la pointe de l'éperon, un rempart est édifié à l'est du site qu'il limite et dont il assure la fortification sur le seul des côtés du plateau qui ne soit pas naturellement défendu. Ce rempart ne semble pas s'apparenter au murus gallicus mais plutôt aux remparts « de type Fécamp »,,. Le rempart est coupé en 1978 par le percement d'une route, ce qui permet d'observer sa structure interne. À la base de cette coupe, il est constitué d'un premier talus en argile avec des inclusions de charbon de bois et présentant peut-être une armature en bois. Large de 10 m, il semble avoir été édifié sous La Tène A ou B1 (c. 400 av. J.-C.) mais sa fonction réelle (rempart primitif ou autre construction) reste à préciser.
Le rempart est surélevé de manière significative à La Tène D par des recharges successives. Il peut alors mesurer 10 m de haut pour 25 à 30 m de large. Rectiligne et sensiblement orienté nord-sud, il est long de presque 800 m et barre presque totalement le plateau. Il est précédé à l'est d'un fossé à fond plat large de 40 m qui, vers le nord du dispositif, assure la continuité du vallon sec naturel de Malvau. Une couche de terre arable rapportée recouvre tout cet ensemble, comme le reste du plateau.
Les vestiges du rempart et de son fossé sont classés au titre des monuments historiques en 1986.

### Un schéma d'urbanisation encore à préciser

Réseau viaire supposé d'Ambacia.

Les vestiges retrouvés sur le site permettent d'envisager une structuration rationnelle de l'espace, avec des voies (chemins bordés de fossés) est-ouest et nord-sud. Les activités artisanales génératrices de nuisances (boucherie, poterie, travail du fer et peut-être tanneries) occupent les bordures du plateau, les activités artisanales « nobles » (travail des métaux précieux, verrerie) sa partie médiane, au contact des zones d'habitat. Le point le plus haut, au centre du plateau, semble réservé aux activités religieuses et publiques sur au moins trois hectares.
Deux voies est-ouest probables, identifiées grâce à la prospection aérienne ont pu survivre jusqu'à l'époque moderne sous la forme d'un chemin rural (au centre du site) et d'une rue (à l'extrême sud, sur le rebord du plateau) ; la présence de fragments de tegulae sur leur parcours renforce cette hypothèse. Les aménagements qui leur permettaient de franchir le rempart sont à découvrir ; l'un d'eux pourrait se situer à l'extrémité sud du rempart, ce passage étant emprunté par plusieurs chemins anciens. Les fouilles ont par ailleurs révélé la présence de deux tronçons de voie ; l'un est orienté est-ouest, l'autre nord-sud,.
Au sein de ce dispositif, la butte de César, certainement bien antérieure, occupe une position si rigoureusement centrale qu'elle a probablement structuré l'espace urbain autour d'elle et qu'un statut particulier lui a été réservé, mais les données manquent, en 2018, pour l'affirmer.

### Une vie cultuelle active

#### Un regroupement de temples

Plan schématique du fanum.

Un premier temple monumental de type fanum est découvert en 1980. Ouvert à l'est, il est composé d'une cella carrée, entourée d'une galerie, qui occupent le centre d'un péribole d'environ 45 m. Le mur nord de ce péribole, établi sur une terrasse, est renforcé intérieurement par des arcs de décharge permettant de répartir la poussée des terres. Des vases entiers ont été déposés à ce niveau, probablement dans le cadre de rites. L'élévation des murs, en pierre de taille, a presque entièrement disparu. Ce fanum est vraisemblablement une reconstruction, jusqu'au IIe siècle, d'un édifice plus ancien, daté du dernier tiers du Ier siècle av. J.-C.. Des enduits aux motifs géométriques peints et un fragment de mosaïque faisaient partie de l'ornementation du temple mais les éléments les plus luxueux semblent avoir systématiquement été récupérés lors du démantèlement du monument. Les vestiges du fanum sont inscrits au titre des monuments historiques en 1987. Pour préserver le potentiel archéologique du secteur, tous les travaux immobiliers sont stoppés en 1994 et le terrain est acheté par le ministère de la Culture au titre de réserve archéologique.
Une structure rectangulaire, peut-être un bassin à fonction rituelle, avoisine ce temple au nord du péribole, de l'autre côté de l'hypothétique voie de circulation. Ce type d'aménagement est attesté pour d'autres sanctuaires.
Deux autres fana, de dimensions inférieures au précédent pour ce qui est de la cella sont découverts au nord-est du premier en 1995. C'est la concentration de temples dans le même périmètre qui conduit à penser que cette zone était probablement réservée aux activités religieuses, mais peut-être aussi communautaires — un autre bâtiment de grandes dimensions, qui n'est pas un temple mais plus probablement un édifice public, y est identifié —, sur une superficie d'au moins 3 ha ; d'autres édifices religieux restent peut-être à découvrir dans le secteur.

#### Des pratiques religieuses et funéraires mal définies
Des dépôts variés (monnaies, petits objets, fragments d'amphores vraisemblablement brisées volontairement, vin, nourriture) dans des fosses sont mis au jour en de nombreux points de l'oppidum, avec une concentration toute particulière dans le secteur des fana, ce qui contribue à les interpréter comme des offrandes rituelles.

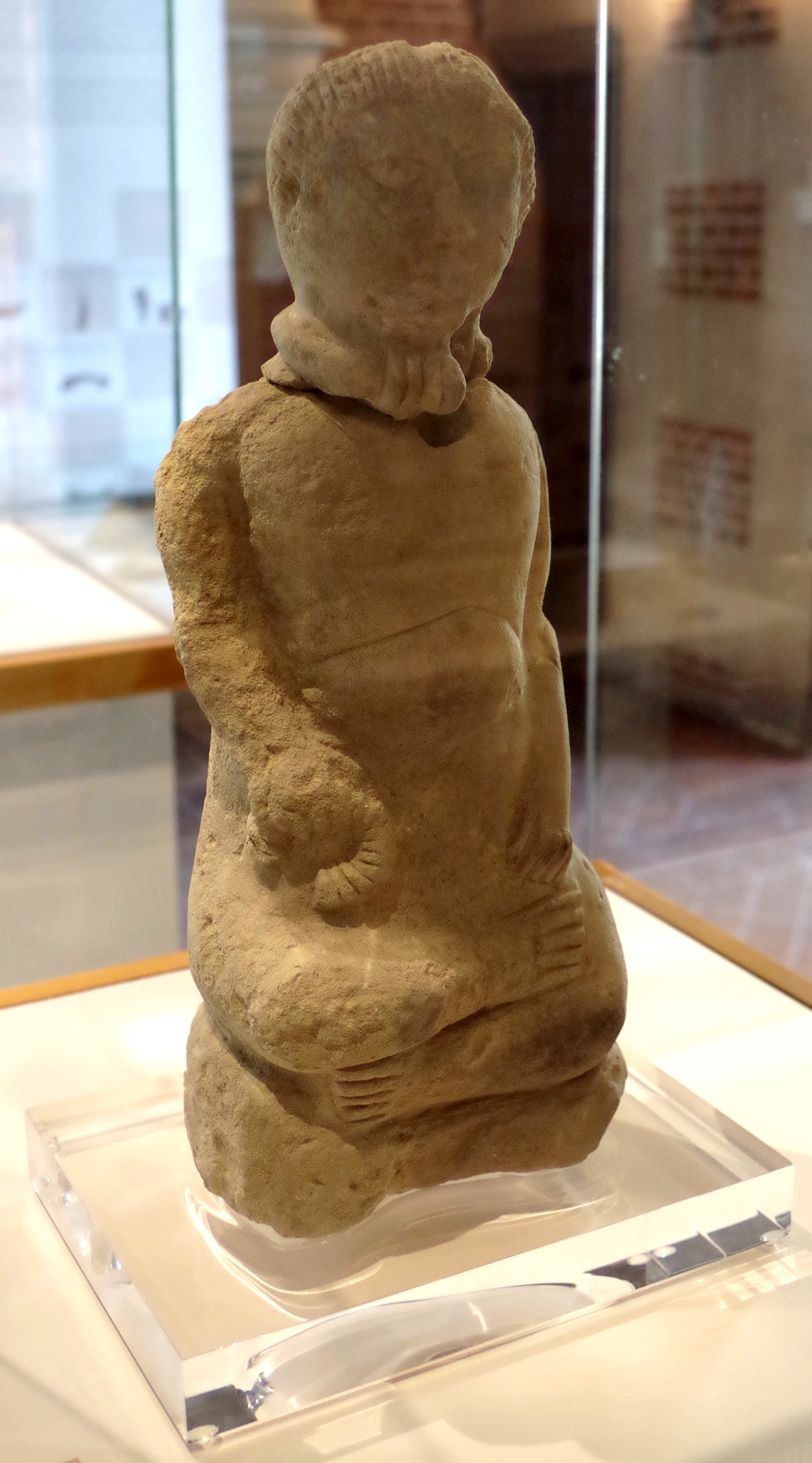
Statuette aux deux torques.

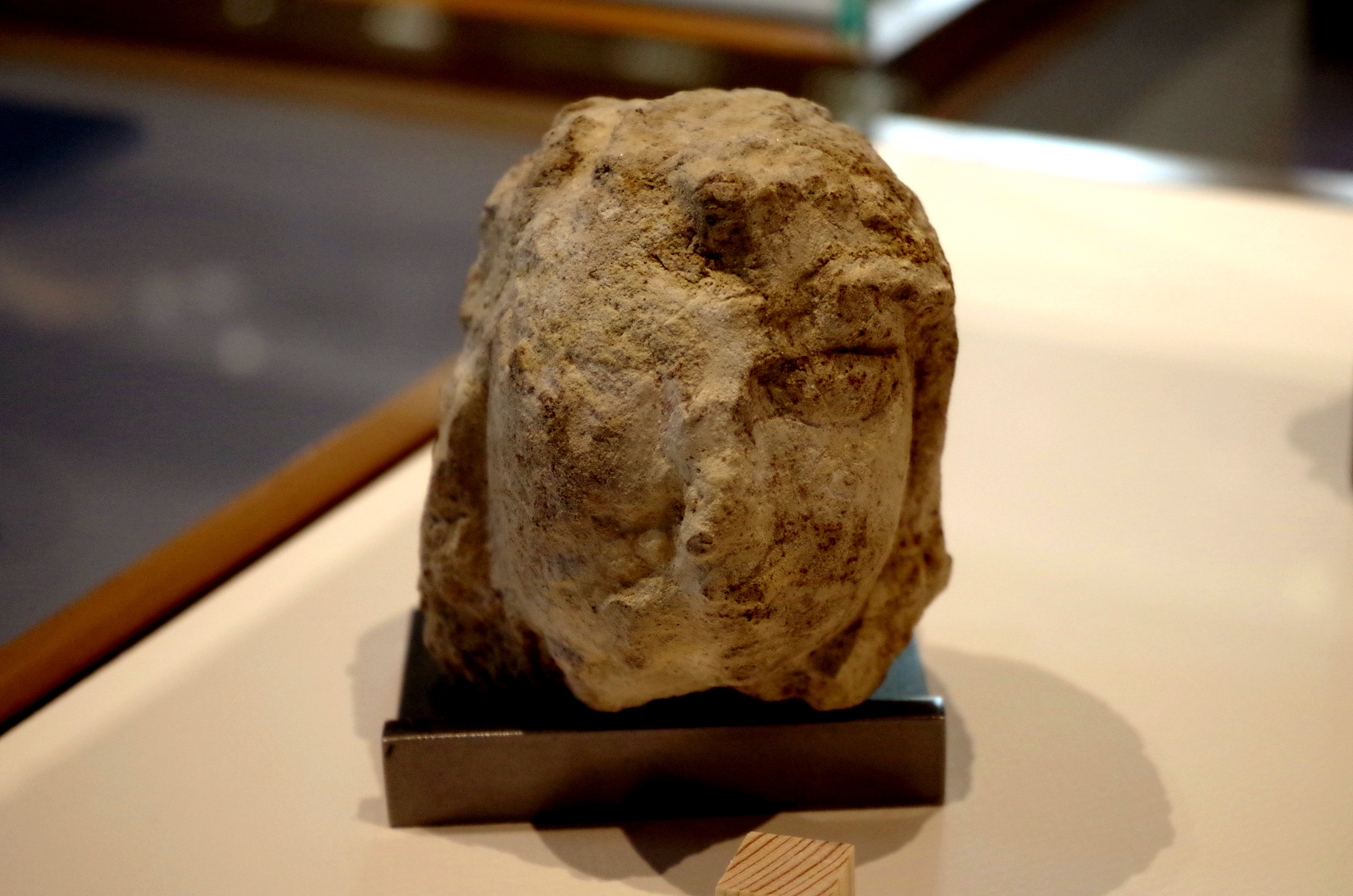
Tête féminine (Épona ?) de statuette.

Il est impossible de dire quels étaient les cultes pratiqués à Ambacia, qu'ils soient publics dans les temples ou privés dans les habitations. Toutefois, six statuettes en tuffeau de 15 à 35 cm de haut, retrouvées sur le site dans des états de conservation très variables et pour la plupart attribuées au Ier siècle av. J.-C., peuvent donner quelques pistes sur les divinités invoquées,. L'une de ces statuettes représente un personnage au visage semble-t-il volontairement mutilé accompagné d'un animal cornu (chèvre ou cerf) fréquemment associé à Cernunnos. Une autre statuette anthropomorphe, au cou paré d'un torque et qui tient un autre torque dans sa main droite, est rattachée à la même symbolique. La tête d'une troisième statuette (seule partie conservée), évoque par la finesse de ses traits la déesse Épona. Une statuette mutilée — seul le torse est conservé — montre une grande finesse d'exécution ; elle est remarquable par les bracelets qui ornent ses bras au-dessus des coudes.
Un vase des premières décennies de notre ère semble avoir contenu une préparation médicinale décrite une cinquantaine d'années plus tard par Pline l'Ancien. Ce vase a subi des mutilations (perforations, graffiti), sans doute à caractère rituel, destinées à empêcher sa réutilisation comme récipient.
Les pratiques funéraires dans la ville gauloise sont très peu documentées. Une inhumation, probablement en pleine terre, au sud du site est datée entre 176 et 50 av. J.-C. Il est surprenant que, contrairement aux usages locaux, l'inhumation ait eu lieu dans la ville, même si le secteur est à ce moment peu urbanisé. Il faut peut-être y voir un privilège accordé au mort qui jouissait d'un statut social particulier. Cette tombe est respectée au cours des siècles qui suivent, malgré l'urbanisation croissante. Des fragments d'ossements humains, crânes principalement, sont retrouvés en dehors de leur contexte d'inhumation ; ils ont manifestement fait l'objet d'une préparation peu après la mort, avec mise à nu et nettoyage de l'os.

### Une activité artisanale et commerciale intense

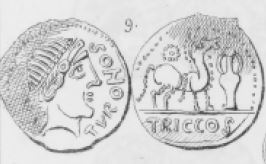
Monnaie gauloise des Turons (bronze TVRONOS/TRICCOS).

Les échanges commerciaux, qui semblent se faire à courte distance ou avec quelques secteurs bien précis (Morvan, Massif central) jusque vers 50 av. J.-C., s'intensifient et se diversifient par la suite (Franche-Comté, façade atlantique, Toscane, Campanie, Tarraconaise). Dans le même temps, les produits « importés » à Ambacia sont plus nombreux et variés (alun sicilien pour le tannage des peaux, natron égyptien pour la fabrication du verre, vaisselle, vin d'Italie ou d'Espagne) même si les biens de consommation sont produits sur place dans la mesure du possible. En outre, les artéfacts retrouvés démontrent que les artisans d'Ambacia s'approprient les techniques d'autres régions ; cela apparaît nettement avec la vaisselle, de production locale mais qui reproduit, à partir de la fin du Ier siècle av. J.-C., les formes ou les décors de la vaisselle de luxe fabriquée en Campanie.

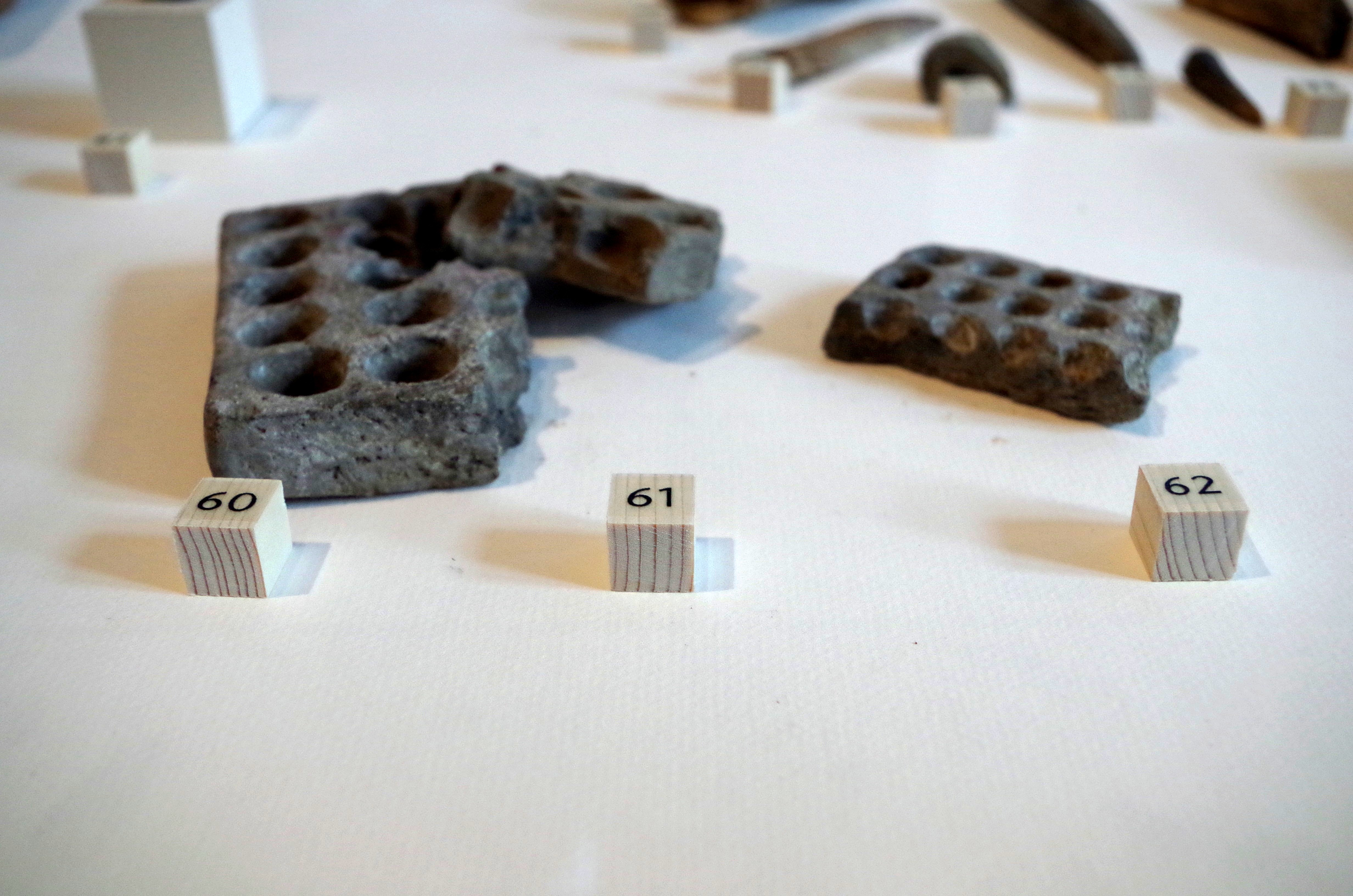
Plaques à alvéoles.

Les vestiges d'installations artisanales semblent peu nombreux ; construits en bois et en terre, ils ont probablement été détruits par des aménagements postérieurs. Ce sont surtout les objets liés à ces activités qui sont retrouvés : pesons de tisserands, moule de bronzier, déchets de métaux ou de verre, os de boucherie, outils de menuisier.
Plusieurs fours de potiers sont identifiés sur le site dont le plus récemment est découvert en 2018 au pied de la butte de César. Il semble n'avoir été utilisé que peu de temps ; il est datable entre 30 av. J.-C. et 20 apr. J.-C. d'après sa structure et ses productions (assiettes, vases gobelets). Ce type de four à sole dont la chambre de chauffe mesure un peu plus d'un mètre de diamètre ne se rencontre généralement que dans des environnements fortement romanisés.
En 1982-1983, les archéologues découvrent des plaques à alvéoles pouvant s'apparenter aux moules d'un atelier monétaire ; les trouvailles de ce type se multipliant sur de nombreux sites d'habitat, il est probable qu'il s'agisse d'ateliers de fonte de lingots de bronze. Les monnaies, lorsqu'elles ne sont pas de fabrication locale (cité des Turones) comme l'un des bronzes frappés TVRONOS/TRICCOS (c. 40 av. J.-C.) retrouvés aux Châteliers au XIXe siècle proviennent essentiellement d'autres parties de la Gaule, en majorité des territoires les plus voisins : Bituriges, Carnutes ou Pictons ; les autres monnaies retrouvées proviennent des territoires « étrangers » avec lesquels Ambacia a noué des relations commerciales. À côté des monnaies frappées, ce sont cependant les potins « à la tête diabolique » coulés qui prédominent,. Un inventaire des monnaies, publié en 2018, montre que sur 1 267 monnaies récoltées sur le site 1 258 sont antérieures au Moyen Âge et que 1 071 d'entre elles sont des potins gaulois.

### Des aménagements domestiques encore mal connus

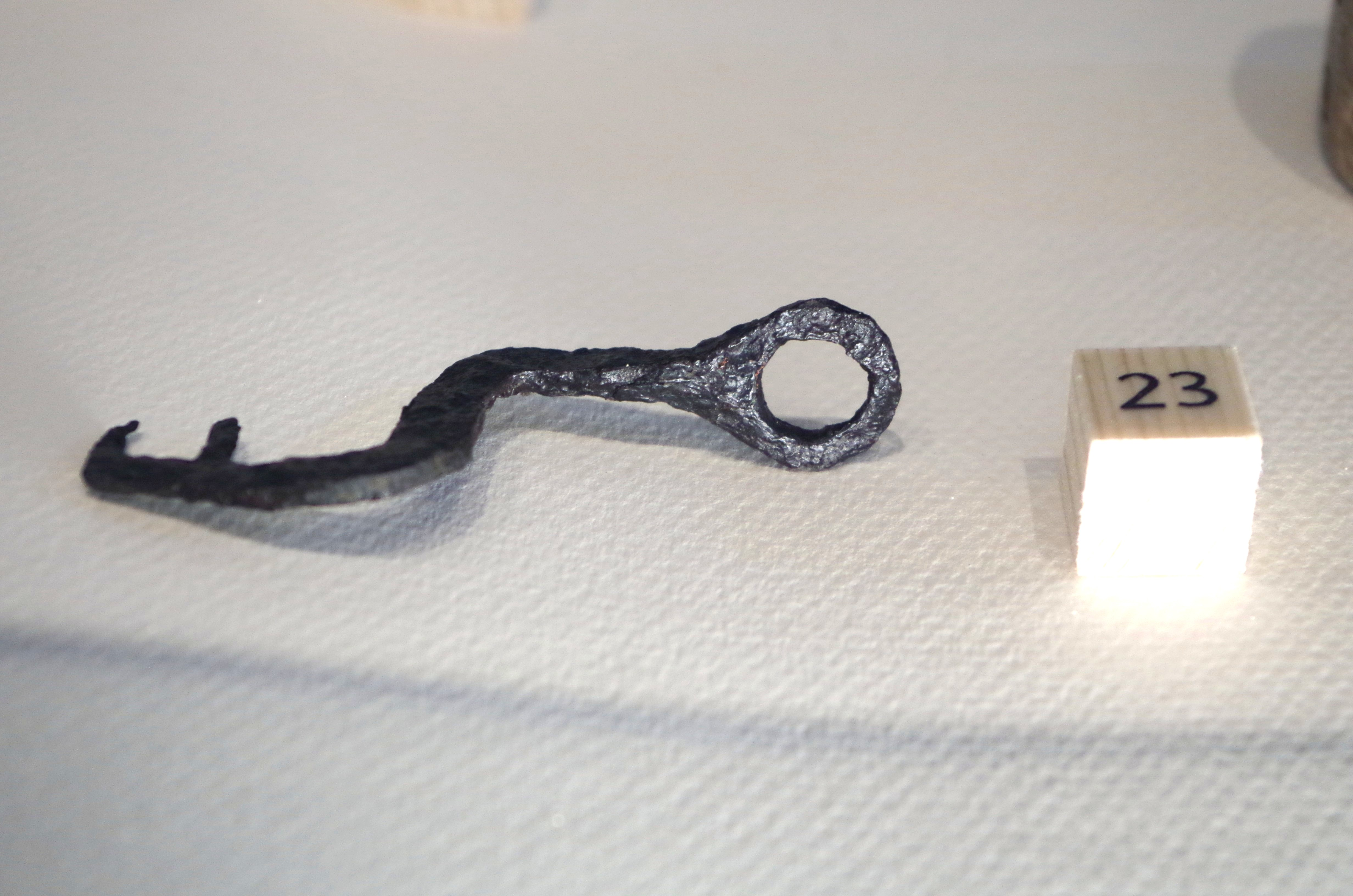
Clé de fermeture de porte.

Un habitat construit sur poteaux porteurs et d'une superficie de 37 m2 est attesté aux Châteliers. Les découvertes de ce type restent rares en raison du caractère périssable des matériaux employés et de la disparition rapide des vestiges au gré des réutilisations du site. L'existence de structures d'habitat à Ambacia est toutefois révélée par la présence des fosses qui les accompagnent,, par la découverte d'éléments de mobilier (chenets, clés et charnières de portes de meuble) ou par les empreintes « en négatif » des trous de poteaux en bois qui supportent les constructions.

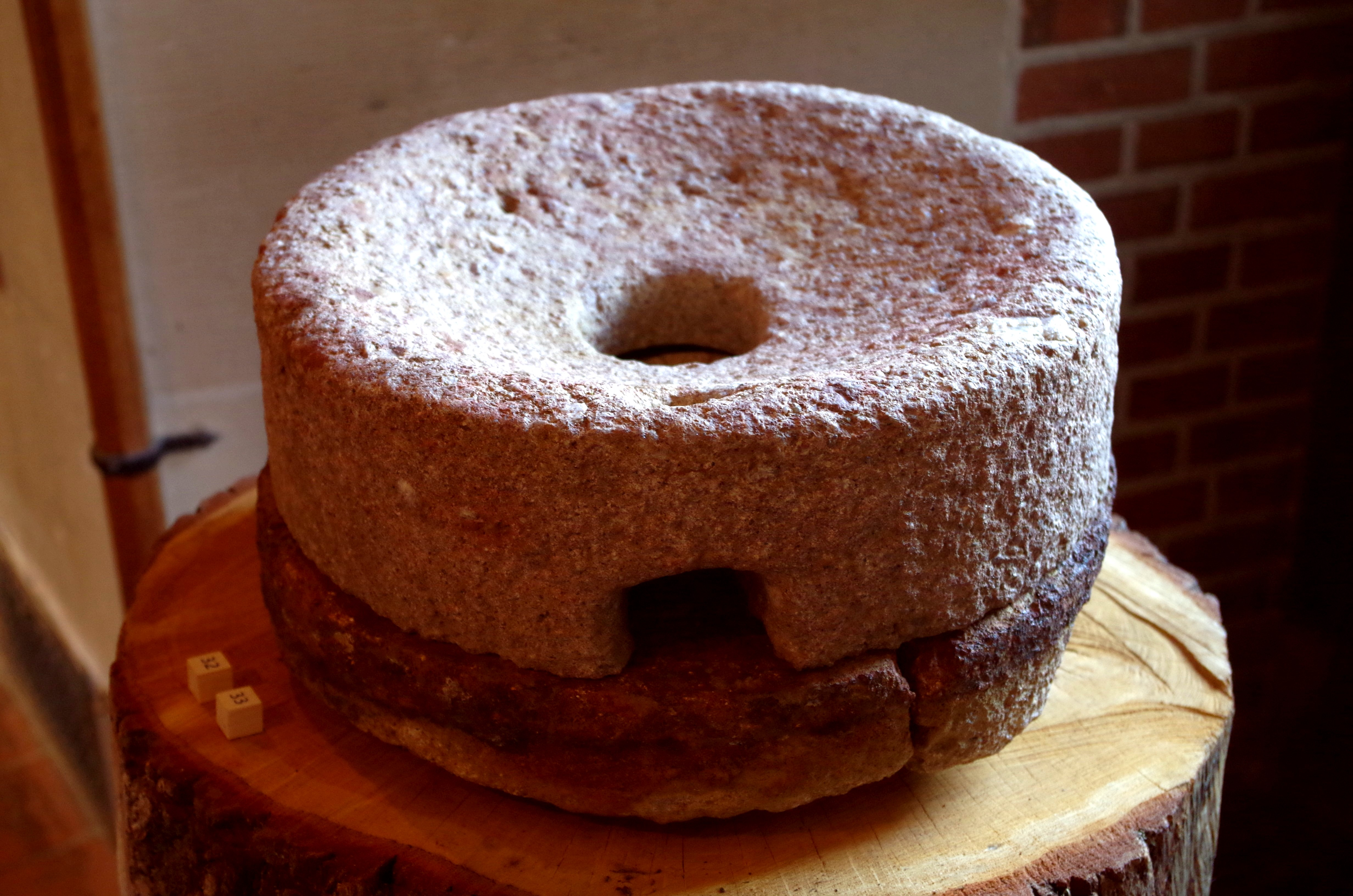
Moulin rotatif manuel.

Des meules en pierre à usage domestique indiquent que la fabrication de farine pouvait se réaliser de manière individuelle, au sein de structures d'habitat familiales. Ces meules proviennent d'ateliers connus, situés à Saint-Christophe-le-Chaudry, à 150 km d'Amboise.
La découverte de très nombreux ossements d'animaux sur l'ensemble du site atteste d'une consommation importante de viande de boucherie, bœuf et porc principalement mais aussi mouton, chèvre voire chien, dont la proportion varie selon les secteurs habités, indice de niveaux sociaux différents. L'abattage des bêtes a peut-être lieu dans un cadre rituel. La consommation d'animaux sauvages issus de la pêche (poisson) ou de la chasse (cervidés) est beaucoup plus rare malgré la proximité de la Loire et de forêts, ce qui semble conforme aux habitudes alimentaires observées par ailleurs. D'autre part, le nombre important de tessons d'amphores ayant servi à transporter du vin, produit d'importation coûteux, est révélateur du statut social élevé d'une partie au moins des habitants d'Ambacia.
| Image externe |                                       |
|               | Puits gaulois sur le site de l'Inrap. |

De nombreuses structures assimilables à des puits, d'une profondeur maximale de 6 m, dont certaines présentent des traces de cuvelage en bois, sont identifiées sur le plateau ; en l'absence de nappe phréatique existante ou fossile, il est plus probable qu'il s'agisse de citernes destinées à recueillir les eaux de ruissellement. Un puits profond de 5 m est déjà signalé en 1890, mais il n'est pas localisé sur le site. D'autres structures, partiellement ou totalement enterrées, sont interprétées comme des celliers pour les plus petites ou des caves pour les plus vastes.
Un manche ajouré en alliage métallique émaillé, peut-être celui d'une passoire, retrouvé à proximité d'un atelier de travail des métaux et datable de la fin de La Tène ou de la période augustéenne, se rattache probablement aux diverses activités domestiques mal connues du site d'Ambacia à cette époque. Il semble être de fabrication locale.

## L'Antiquité:AmbaciaetCaesarodunum, deux villes pour unecivitas

Le site gallo-romain.

L'histoire du site dans l'Antiquité semble un peu plus difficile à appréhender à partir des indices archéologiques. Le niveau gallo-romain se distingue assez mal de la strate sous-jacente car les styles des artéfacts, céramiques notamment, évoluent progressivement sans rupture, signe d'une romanisation qui ne s'est pas opérée de manière brutale. En outre, plus proche de la surface du sol, il est plus exposé aux perturbations et dégradations dues à l'activité humaine ainsi qu'à l'érosion naturelle. Enfin, après le IIe siècle, le site semble abandonné pour des raisons encore inconnues, une grande partie des matériaux de construction ayant disparu. Ces derniers ont été presque systématiquement récupérés, peut-être pour construire le premier château, ce qui complique le travail des archéologues et des historiens.

### Recul auIersiècle

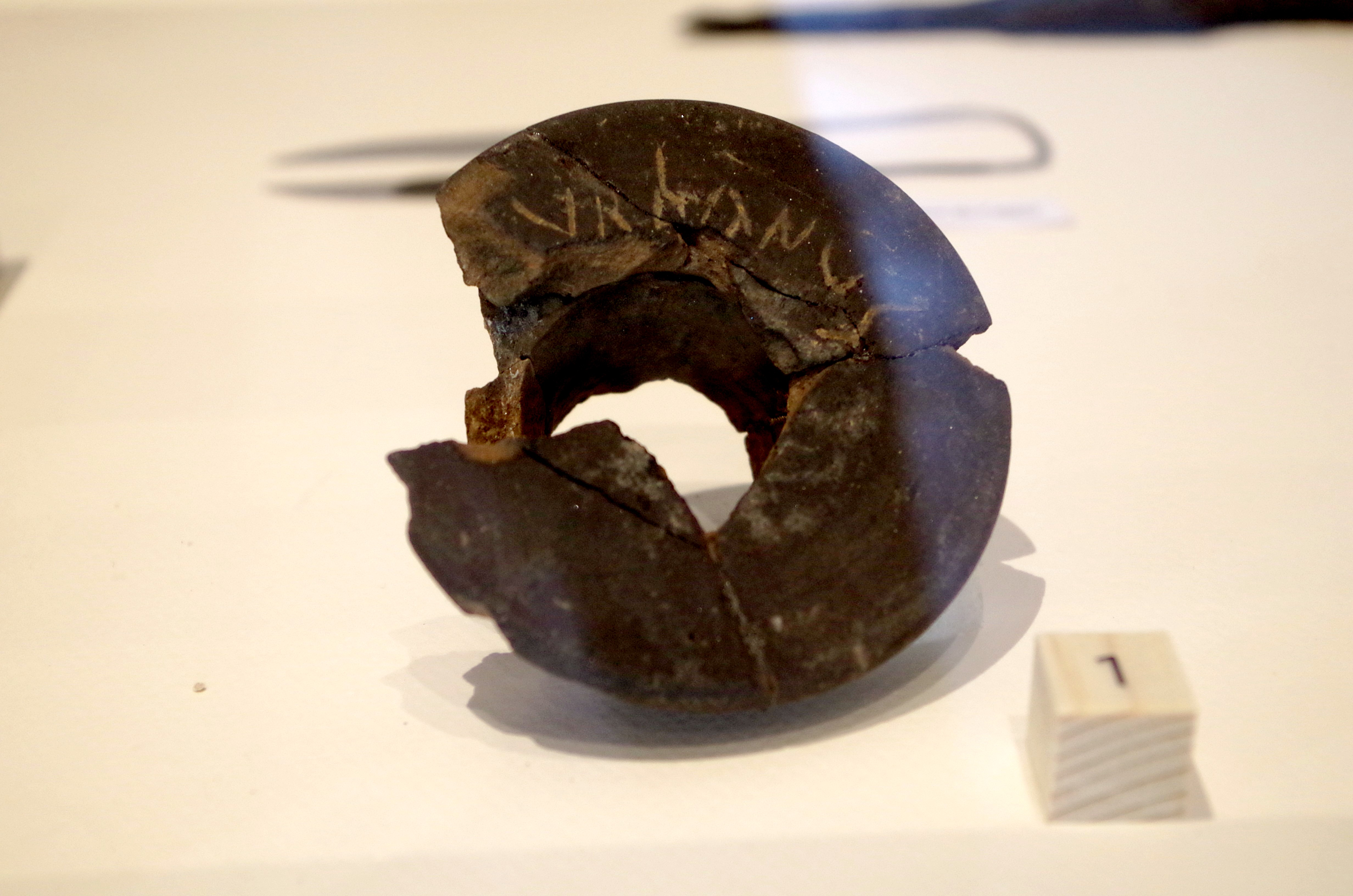
Graffite Vrbanvs au fond d'un vase.

La fin de la période augustéenne semble marquer un tournant dans l'histoire d'Ambacia. Aucune construction datant de cette époque n'est identifiée et les trouvailles de mobilier du début du Ier siècle sont exceptionnelles. En revanche, des structures plus anciennes sont abandonnées, des fosses remblayées. Au même moment, la ville de Caesarodunum est fondée sur un site de plaine à 25 km à l'ouest et devient le chef-lieu de la civitas. Il est très vraisemblable qu'il s'agisse d'un transfert de compétences d'une ville à l'autre, s'accompagnant d'un transfert plus ou moins partiel des populations, à l'initiative de l'administration romaine ou des notables locaux,. Il ne s'agit pas pour autant d'un véritable abandon du site des Châteliers, mais plutôt de son « déclassement » : de capitale, il devient agglomération secondaire avec un rôle plus économique que politique.
Le fond d'un vase en terre cuite du début du Ier siècle porte l'inscription gravée « VRBANUVS ». Il est possible qu'il s'agisse du cognomen de son propriétaire, et que cette inscription soit l'une des premières en langue latine sur le site.

### Embellie temporaire auIIesiècle

La civitas des Turones (en rouge) comparée au département d'Indre-et-Loire (en vert).

Cette phase de retrait n'est que très temporaire car la vie semble reprendre sur le site dès la fin du Ier siècle sous une forme différente. Il s'agit d'activités artisanales, peut-être destinées à couvrir les besoins de Caesarodunum en plein développement et dont les grands monuments se construisent alors,. De plus, Caesarodunum semble être, à cette époque, dépourvue de productions artisanales importantes. Les ateliers ainsi découverts sont répartis sur une aire plus petite que la ville gauloise, en retrait du rempart, avec deux pôles identifiés, un à l'ouest et l'autre à l'est, et concernent des activités textiles, métallurgiques ainsi que la poterie. Une production de céramique commune et de céramique fumigée (terra nigra) est ainsi attestée dans la seconde moitié du Ier siècle et au IIe siècle dans une petite dizaine de fours ; elle a fait l'objet d'une étude spécifique.
Dans le même temps, la vie religieuse n'est pas éteinte sur le site puisque le secteur cultuel fait l'objet d'importants développements et que des zones d'habitat subsistent. Parallèlement, la maçonnerie commence à se substituer aux matériaux périssables (bois, torchis) dans la construction des murs des bâtiments artisanaux ou domestiques, ce que des fouilles dans la partie sud du site permettent d'attester, ; cette évolution est conforme à ce qui observé dans beaucoup d'autres sites antiques de la même époque.

### Destruction des symboles païens auIVesiècle

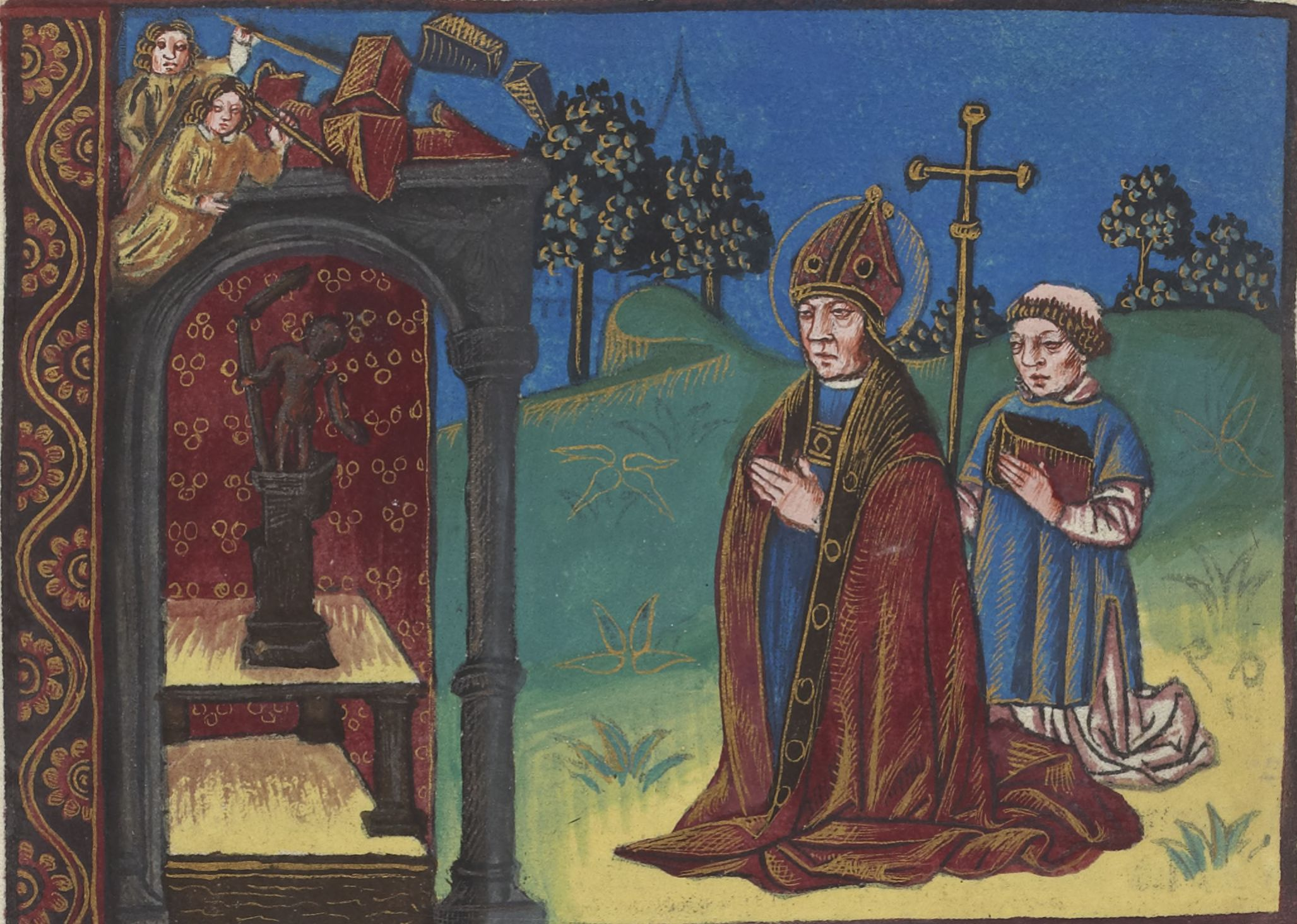
Martin détruisant le temple d'Amboise, estampe colorée extraite d'une vie de saint Martin, 1496, BNF, Vélins 1159.

À la fin du IIe siècle, les indices d'occupation disparaissent presque totalement, de manière simultanée sur l'ensemble des sites étudiés ; le plateau semble abandonné. Il faut attendre le dernier quart du IVe siècle pour trouver une mention des Châteliers dans la Vie de saint Martin de Sulpice-Sévère. Martin, alors évêque de Tours et qui n'hésite pas, selon son biographe Sulpice-Sévère, à user de méthodes radicales pour évangéliser les territoires, semble venir sur le site pour y détruire un temple païen en forme de tour (peut-être une cella) maçonnée en grand appareil. Il s'agit certainement d'un monument situé sur le plateau des Châteliers mais, en l'absence de toute trace archéologique, il est impossible de savoir si ce temple est l'un de ceux déjà mis au jour. L'hypothèse d'un pilier ou d'une colonne votive, comme à Yzeures-sur-Creuse, est aussi avancée. Sulpice-Sévère mentionne également la présence d'un ouvrage fortifié (« id est castello veteri »). C'est la dernière mention de l'oppidum des Châteliers avant les textes du XIIe siècle.
Le périmètre d'occupation semble donc s'être rétracté vers la pointe de l'éperon, là où se construisent les châteaux successifs d'Amboise. La ville acquiert alors sa physionomie médiévale puis moderne combinant une ville haute avec le château et une ville basse plus résidentielle.

## Environnement archéologique de l'oppidum

### Voies de communication

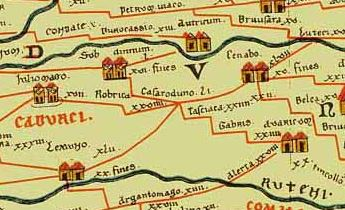
Extrait de la table de Peutinger avec la voie d'Orléans (Cenabo) à Tours (Casaroduno).

Les nombreux échanges commerciaux entre Ambacia et les autres territoires, ainsi que leur nature, impliquent que la ville soit intégrée à un réseau de voies de communication terrestres et/ou fluviales.
Une voie antique est-ouest reliant Cenabum (Orléans) à Caesarodunum (Tours) et empruntant la rive droite de la Loire passe à Amboise. Elle est mentionnée sur la table de Peutinger mais son tracé exact n'est pas connu. Un chemin de circulation la double sur la rive gauche ; il longe peut-être l'oppidum au sud en empruntant un chemin de crête plus à l'est. Elle rencontre une autre voie sud-nord de Port-de-Piles à Amboise mais dont le tracé n'est pas établi aux approches de cette dernière ville,. Le vallon de Malvau, qui limite l'oppidum à l'est et qui est prolongé par le fossé bordant le rempart laténien, a pu constituer une voie naturelle d'accès au plateau depuis la vallée de la Loire, les recherches n'ayant pas encore permis d'identifier un aménagement permettant la liaison entre plateau et vallée.
Il est raisonnable d'envisager un ouvrage (antique ou plus ancien) de franchissement de la Loire au niveau d'Amboise. Même si des alignements de pieux dans le lit du fleuve apparus en aval immédiat du pont actuel à la faveur des sécheresses estivales des années 2000 et 2010 donnent du corps à cette hypothèse, les vestiges ne sont ni étudiés ni datés. Un port ou un embarcadère, à l'époque romaine, prend peut-être place sur la rive droite du fleuve qui est une voie de communication privilégiée entre la Méditerranée et l'Atlantique ; la mention de vestiges lui étant attribués, qui date du XIXe siècle, n'a été ni confirmée ni infirmée depuis.

### Habitats et nécropoles

OpenStreetMap Environnement archéologique de l'oppidum. Les tracés des voies, non attestés, sont de simples hypothèses de travail,.

Deux pointes de lance datées de l'âge du bronze ainsi que d'autres objets sont retrouvées dans le lit de la Loire au niveau d'un ancien gué situé près de 3 km en aval de la pointe de l'éperon des Châteliers dans les années 1960, mais il n'est pas possible de préciser l'origine de ces armes ni de les relier formellement à l'occupation protohistorique des Châteliers,. Elles confirment toutefois la présence humaine dans le secteur à cette époque.
En dehors de l'oppidum lui-même, les vestiges d'habitat, voire d'une activité humaine contemporaine de la ville gauloise d'Ambacia sont rares. Seules des structures mal caractérisées, dans le secteur de la zone industrielle de la Boitardière (communes de Chargé et Saint-Règle), à plus de 3 km à l'est de l'oppidum, évoquent une activité agricole précoce. Ce constat doit cependant être tempéré : l'essentiel des investigations archéologiques ont, jusqu'aux années 2000, porté sur le site des Châteliers lui-même, ses environs étant étudiés de manière moins précise et exhaustive. Ce n'est que depuis les projets de développement de zones industrielles à l'est de l'oppidum que des fouilles préventives sont engagées dans ce secteur.
Les fouilles n'ont pas encore permis d'identifier de nécropoles gauloises à Amboise, ni sur le plateau, ni dans la vallée. Deux sites d'inhumation, probablement gallo-romains, sont mis au jour. L'un d'entre eux se trouve dans le centre-ville, près de l'église Saint-Denis ; il est daté du IIe siècle. L'autre est situé sur le plateau, dans la zone industrielle de la Boitardière mais cette nécropole de l'époque de Tibère (c. 20-40) est peut-être davantage liée à l'éventuel domaine agricole voisin qu'à l'oppidum ; de nouvelles investigations ont lieu, dans cette zone, sur plusieurs hectares de mai à octobre 2019.

## Recherches et études

### Textes anciens et mentions des érudits

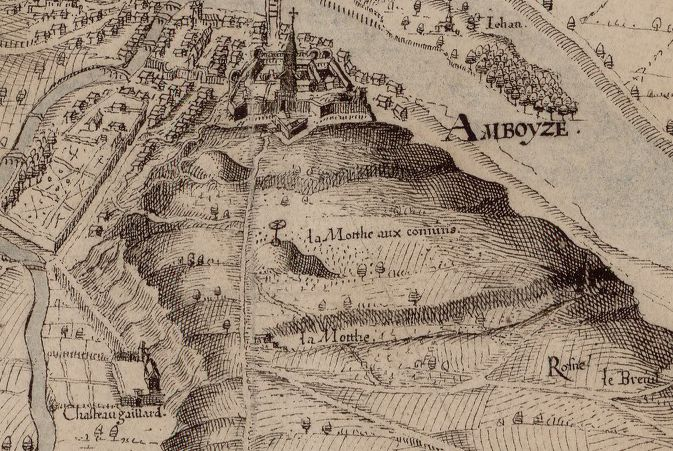
Le plateau des Châteliers sur la carte de Siette (1619).
Le nord est à droite.

L'oppidum est cité dans des textes des IVe (Sulpice-Sévère), VIe (Grégoire de Tours) et XIIe siècles (Jean de Marmoutier), ce dernier auteur rapprochant la présence de l'oppidum de mentions des Turones dans les Commentaires sur la Guerre des Gaules,. En outre, les cartes d'Amboise établies par René Siette en 1619 ou Dubuisson-Aubenay en 1635 localisent parfaitement les anomalies topographiques du plateau. Sur la carte de Siette, la butte de César est dénommée « Motthe aux connins » (motte aux lapins), appellation confirmée par Dubuisson-Aubenay qui parle de « motte aux connils » en indiquant que ce tertre présente de nombreux terriers de lapins,. Ce même auteur rapporte qu'une tradition locale, dont l'exactitude se vérifiera partiellement plus tard, situe la ville primitive d'Amboise sur le plateau.

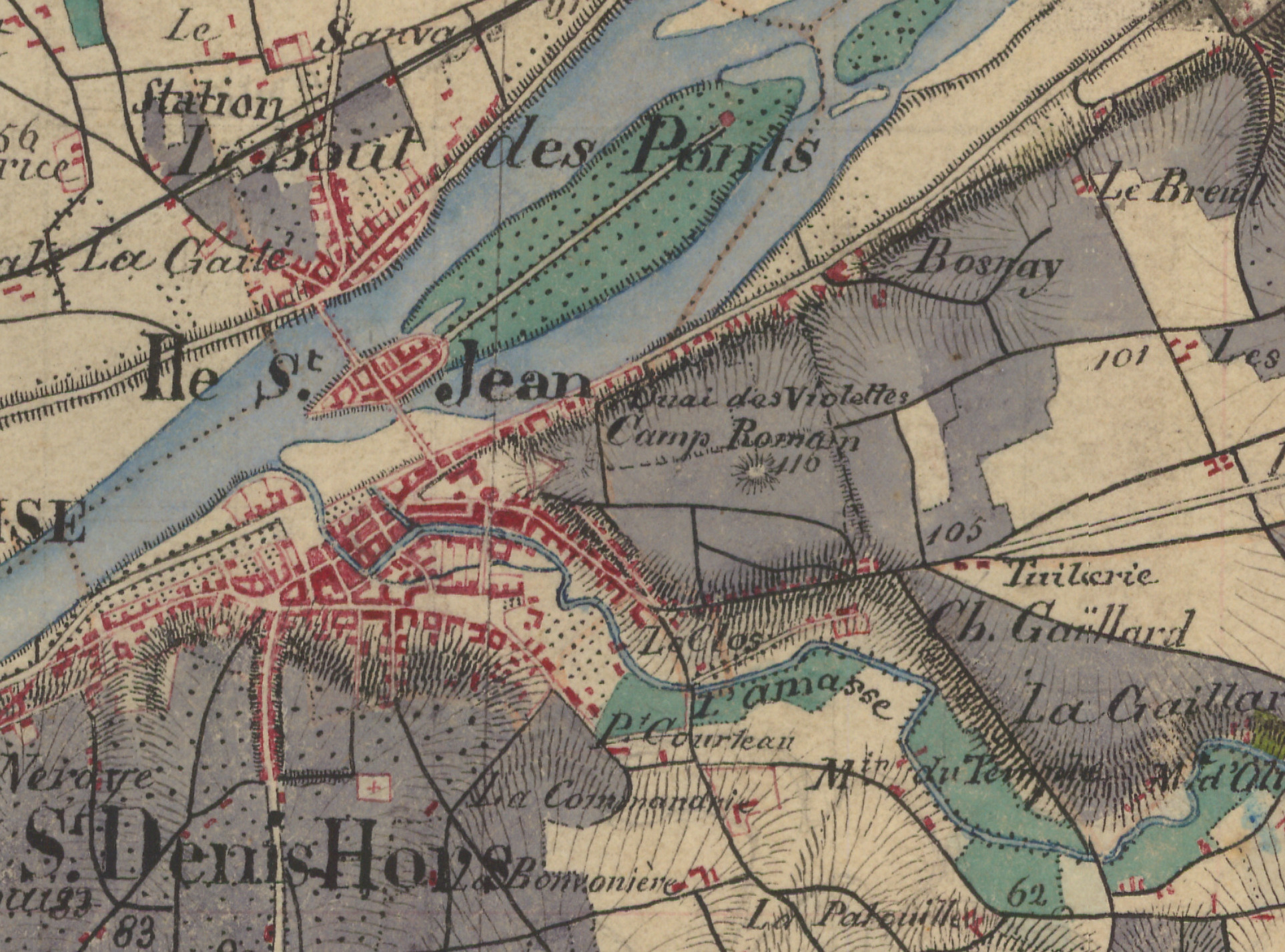
L'oppidum sur la carte d'état-major.

Les années 1840 sont l'occasion de découvertes régulières de monnaies gauloises sur le site. En 1842, Étienne Cartier fait état d'une tradition locale attribuant à « des druides du pays chartrain » la fondation d'un établissement sur les hauteurs d'Amboise vers 300 av. J.-C. ; il évoque également l'hypothèse d'une tombelle à propos de la butte de César. La carte d'état-major porte la mention « Camp romain ». En 1874, L. Boileau, membre de la Société archéologique de Touraine (SAT), rapporte que le plateau est appelé, à l'époque de Jules César, la « Montagne Ronde », ce qui paraît s'appliquer plus spécifiquement à la butte de César. Dans les deux dernières décennies du XIXe siècle, l'invasion du phylloxéra entraîne l'arrachage ou le remplacement de nombreuses vignes aux Châteliers, ce qui donne lieu à la mise au jour fortuite de vestiges,, signalés à la SAT. En 1897, Louis-Auguste Bosseboeuf mentionne l'existence du camp préhistorique, gaulois puis romain dans son ouvrage La Touraine historique et monumentale : Amboise, le château, la ville et le canton.
En 1936, Paul Pinasseau propose une histoire extrêmement romancée des premiers temps d'Amboise. Il attribue sans hésitation à Jules César et à ses légions la construction du rempart de terre, des aménagements permettant de surveiller les alentours (butte de César), des ateliers de construction navale sur la Loire ainsi que le creusement des greniers de César. L'auteur ajoute même que ce site au climat doux était devenu un lieu privilégié de repos hivernal pour César. Il précise toutefois qu'une occupation celtique importante a précédé l'époque de la conquête romaine. Pourtant, César n'indique à aucun moment un séjour prolongé chez les Turons. Il écrit seulement que ses légions prennent leurs quartiers d'hiver « chez les Carnutes, les Andes et les Turons » et que lui-même « part pour l'Italie ».

### Truelle d'archéologue et pelleteuse de terrassier

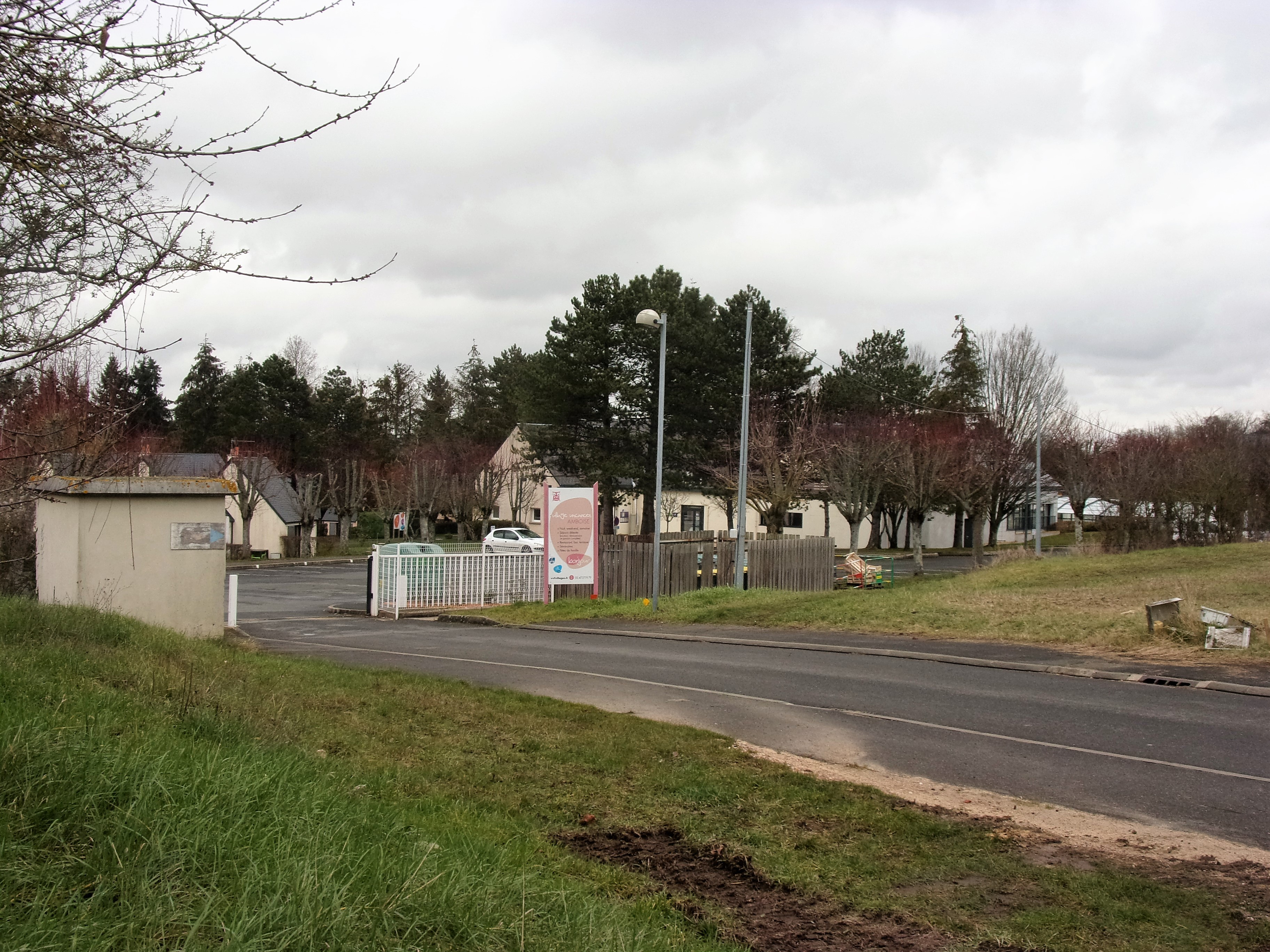
Village vacances.

Après les premiers signalements au début du XXe siècle d'une présence paléolithique, le site fait l'objet d'observations par André Högström en 1954 lorsqu'un château d'eau est édifié, puis par Gérard Cordier dans les années 1960 quand des pavillons commencent à sortir de terre sur le plateau. En 1969, la construction d'un village de vacances est autorisée, mais son emprise est finalement réduite de manière significative pour préserver le patrimoine archéologique du site. De très nombreuses structures, peut-être plusieurs centaines, sont toutefois détruites sous la pression immobilière. Neuf campagnes de fouilles de sauvetage annuelles sont réalisées de 1977 à 1986 sous l'impulsion d'André Peyrard en suivant la progression très rapide de l'urbanisation. Les recherches marquent un temps d'arrêt à la fin des années 1980 mais d'autres sondages et opérations de fouilles ont lieu de 1991 à 1997 alors que la réglementation sur l'archéologie préventive se met en place et que le plateau des Châteliers devient un secteur sauvegardé identifié dans le plan local d'urbanisme d'Amboise.

### Archéologie préventive et fouilles programmées
| Image externe | |
|               | Carte des interventions archéologiques aux Châteliers (mars 2016) sur le site du Conseil départemental d'Indre-et-Loire. |

Depuis l'adoption des mesures de sauvegarde sur le site et la mise en place de la réglementation relative aux fouilles, environ 70 opérations archéologiques ont été menées aux Châteliers ; aucune d'elles ne s'est révélée stérile, ce qui témoigne de l'importance du potentiel archéologique du plateau.

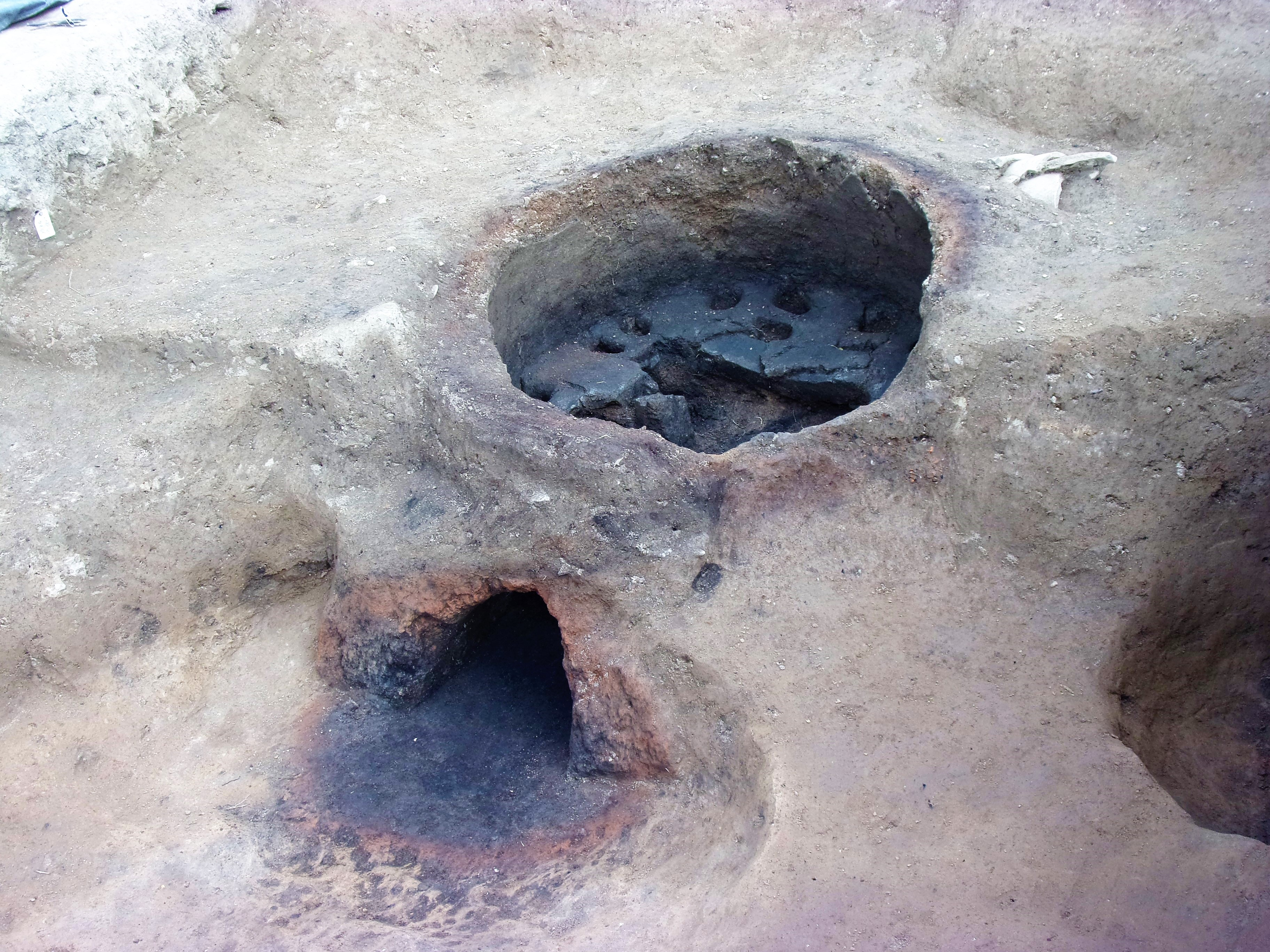
Four de potiers augustéen au pied de la butte de César (2018-2019).

À partir des années 2000, toutes les parcelles destinées à la construction font systématiquement, et sur la totalité de leur surface, l'objet de sondages complétés si nécessaire par des diagnostics voire des fouilles ; depuis le début des années 2010, la direction de ces chantiers est confiée à Jean-Marie Laruaz (service départemental d'archéologie, conseil départemental d'Indre-et-Loire). C'est ainsi qu'après une série de sondages préalables en 2013, des programmes de grande ampleur sont engagés dans le secteur d'un établissement du VVF Villages (2013), à proximité de la butte de César (2015-2019) et dans un quartier résidentiel moderne dans la partie sud du plateau (2015-2016) ; ces deux dernières opérations se rejoignent géographiquement en 2018.
En prolongement de ces opérations de recherches, la ville d'Amboise souhaite valoriser progressivement, à partir de 2019, la richesse archéologique du plateau en améliorant l'information des visiteurs, notamment par des panneaux explicatifs apposés à des emplacements-clés du site.

#### Publications exclusivement consacrées à l'oppidum des Châteliers
- [Cordier 1995] Gérard Cordier, « Le site chasséen du plateau des Châtelliers à Amboise (Indre-et-Loire). Découverte et fouilles André et Suzanne Högström (1954-1957) », Revue archéologique du Centre de la France, t. XXXIV,‎ 1995, p. 109-155 (DOI 10.3406/racf.1995.2725).
- [Laruaz 2007] Jean-Marie Laruaz, « 25 ans plus tard… le sanctuaire gallo-romain du plateau des Châtelliers », Ambacia, no 7,‎ 2007, p. 3-9 (ISSN 0982-8052). .
- [Laruaz 2008] Jean-Marie Laruaz, « Le plateau des Châteliers à Amboise », Les Dossiers d'archéologie, no 326,‎ mars-avril 2008, p. 60-66.
- [Laruaz 2009] Jean-Marie Laruaz, Amboise et la cité des Turons de la fin de l'âge du Fer jusqu'au Haut-Empire (IIe s. av. n.è. – IIe s. de n.è.), vol. 1 à 4 (thèse de doctorat, Stephan Fichtl dir.), Tours, Université François-Rabelais, 2009, 323, 94, 176 p et 108.
- [Laruaz 2015] Jean-Marie Laruaz (dir.), Archéologie à Amboise. Aux origines de la ville et du château, Chemillé-sur-Dême, Archéa, 2015, 32 p. (ISBN 978-2-91261-020-1).
- [Laruaz 2017] Jean-Marie Laruaz (dir.), Ambacia, la Gauloise - 100 objets racontent la ville antique d'Amboise, Chemillé-sur-Dême, Archéa, 2017, 136 p. (ISBN 978-2-91261-022-5). .
- [Peyrard 1984] André Peyrard, « L'oppidum des Chatelliers à Amboise. Etat des recherches en 1983. Étude préliminaire », bulletin de la Société archéologique de Touraine, t. XL,‎ 1984, p. 839-853 (ISSN 1153-2521, lire en ligne).
- [Peyrard 1987] André Peyrard, « L'oppidum des Châtelliers à Amboise. Campagne de fouille 1986. Etude préliminaire », bulletin de la Société archéologique de Touraine, t. XLI,‎ 1987, p. 605-620 (ISSN 1153-2521, lire en ligne).
- [Peyrard & Debal 1985] André Peyrard et Anne Debal, Amboise, ville gauloise et gallo-romaine, de la préhistoire à l'histoire (catalogue d'exposition), Ville d'Amboise et Cercle Ambacia, 1985, 62 p..

#### Publications consacrées à l'archéologie et à l'histoire en Touraine ou aux oppida celtiques
- [Collectif], Sculpture en Touraine, promenade autour de 100 œuvres (catalogue de l'exposition à la cité royale de Loches, 25 octobre 2014 - 15 mars 2015), Conseil général d'Indre-et-Loire, 2014, 169 p. (ISBN 978-2-91643-419-3, lire en ligne).
- [Bosseboeuf 1897] Louis-Auguste Bosseboeuf, La Touraine historique et monumentale : Amboise, le château, la ville et le canton, Tours, L. Péricat, 1897, 616 p. (lire en ligne). .
- [Bedon, Pinon & Chevallier 1988] Robert Bedon, Pierre Pinon et Raymond Chevallier, Architecture et urbanisme en Gaule romaine, vol. 1 : L'architecture et la ville, Paris, Errance, coll. « les Hespérides », 1988, 440 p. (ISBN 2-90344-279-7).
- [Couderc 1987] Jean-Mary Couderc (dir.), Dictionnaire des communes de Touraine, Chambray-lès-Tours, CLD, 1987, 967 p. (ISBN 978-2-85443-136-0).
- [Courtois 2004] Julien Courtois, Gués et ponts antiques dans le territoire de la cité des Turons (mémoire de maîtrise en archéologie), Tours, université François-Rabelais, 2004, 102 et 181 p., 2 volumes.
- [Croubois 1986] Claude Croubois (dir.), L'indre-et-Loire – La Touraine, des origines à nos jours, Saint-Jean-d'Angely, Bordessoules, coll. « L'histoire par les documents », 1986, 470 p. (ISBN 2-90350-409-1).
- [Dubois 2003] Jacques Dubois, Archéologie aérienne - patrimoine de Touraine, Saint-Cyr-sur-Loire, Alan Sutton, 2003, 190 p. (ISBN 2-84253-935-4).
- [Duby 1980] Georges Duby (dir.), Histoire de la France urbaine, vol. 1 : La ville antique, des origines au 9e siècle, Paris, le Seuil, coll. « L'univers historique », 1980, 601 p. (ISBN 2-02005-590-2).
- [Laruaz 2003] Jean-Marie Laruaz, Le phénomène des oppida dans le département d'Indre-et-Loire, t. I et II (mémoire de maîtrise en archéologie), Tours, université François-Rabelais, 2003, 68 et n. p. .
- [Laruaz 2005] Jean-Marie Laruaz, « Recherches sur les oppida turons : naissance de l'urbanisation en Loire moyenne à la fin de l'Âge du Fer », bulletin de la Société archéologique de Touraine, t. LI,‎ 2005, p. 33-41 (ISSN 1153-2521, lire en ligne). .
- [Peyrard 1980] André Peyrard, « Les oppida celtiques d'Indre-et-Loire à partir des nouvelles données archéologiques. Étude systématique en cours de l'oppidum des Châteliers à Amboise », bulletin de la Société archéologique de Touraine, t. XXXIX,‎ 1980, p. 345-350 (ISSN 1153-2521, lire en ligne).
- [Provost 1988] Michel Provost, Carte archéologique de la Gaule - l'Indre-et Loire-37, Paris, Académie des inscriptions et belles-lettres, 1988, 141 p. (ISBN 2-87754-002-2).
- [Zadora-Rio 2014] Élisabeth Zadora-Rio (dir.), Atlas archéologique de Touraine (Supplément no 53 à la Revue archéologique du Centre de la France), Tours, FERACF, 2014 (lire en ligne). .